# Referéndum constitucional de Guatemala de 1999
El Referéndum Constitucional de Guatemala de 1999 se llevó a cabo el domingo 16 de mayo de 1999. El referéndum giró en torno a una serie de reformas constitucionales agrupadas en cuatro cuestiones. Una sobre la definición de la nación y los derechos sociales (incluyendo las de la población indígena, los trabajadores, el servicio militar y la expansión del sistema de seguridad social), una sobre la reforma del Congreso, una sobre la reforma del ejecutivo (incluyendo la redefinición del papel de los militares) y uno sobre la reforma del poder judicial. Las propuestas incluidas en las cuatro cuestiones fueron rechazadas por los votantes, aunque la participación sólo fue 18,6%.

## Resultados

### Definición de la nación y derechos sociales
|                         | Votos   | %    |
| ----------------------- | ------- | ---- |
| A favor                 | 32.854  | 4.3  |
| En contra               | 366.591 | 48.4 |
| Votos invalidos/blancos | 358495  | 47.3 |
| Total                   | 757.940 | 100  |
| Fuente: Nohlen          |         |      |

### Reforma del Congreso
|                         | Votos   | %    |
| ----------------------- | ------- | ---- |
| A favor                 | 284.423 | 37.5 |
| En contra               | 392.223 | 51.7 |
| Votos invalidos/blancos | 81294   | 10.7 |
| Total                   | 757.940 | 100  |
| Fuente: Nohlen          |         |      |

### Reforma del poder ejecutivo
|                         | Votos   | %    |
| ----------------------- | ------- | ---- |
| A favor                 | 294.849 | 38.9 |
| En contra               | 392.223 | 51.7 |
| Votos invalidos/blancos | 70868   | 9.4  |
| Total                   | 757.940 | 100  |
| Fuente: Nohlen          |         |      |

### Reforma del poder judicial
|                         | Votos   | %    |
| ----------------------- | ------- | ---- |
| A favor                 | 315.565 | 41.6 |
| En contra               | 373.025 | 49.2 |
| Votos invalidos/blancos | 69350   | 9.1  |
| Total                   | 757.940 | 100  |
| Fuente: Nohlen          |         |      |